# Anne (mère de Marie)
« Sainte Anne » redirige ici. Pour les autres significations, voir Sainte Anne (homonymie) et Sainte-Anne.
Anne (en hébreu חַנָּה Ḥannah, « grâce » ; en grec ancien : Ἄννα, Anna) est considérée dans plusieurs écrits apocryphes à partir du IIe siècle comme la mère de Marie et donc comme la grand-mère de Jésus de Nazareth. Elle est vénérée en tant que telle dans la tradition chrétienne ainsi que dans la tradition musulmane (sous le nom de Hannah ;حنّة). Elle n’est pas mentionnée dans les quatre évangiles canoniques.
La dévotion à sainte Anne, longtemps limitée à quelques sanctuaires, s'est répandue dans le monde chrétien à partir du Moyen Âge. Dans le catholicisme, les débats théologiques ont abouti au dogme de l'Immaculée Conception en 1854, associant plus étroitement le culte de sainte Anne à celui de la Vierge. Cette dévotion a donné lieu à de nombreuses représentations dans l'iconographie chrétienne.

## Les traditions chrétiennes
Des récits concernant la mère de Marie, et donc la grand-mère maternelle de Jésus-Christ, apparaissent pour la première fois dans le protévangile de Jacques, apocryphe de la deuxième moitié du IIe siècle, et, partiellement tiré de lui, dans le Pseudo-Matthieu plus tardif. Ces apocryphes et des traditions de la Sainte Parenté collectées dans la Patrologia Graeca racontent l'histoire familiale d’Anne.
Les apocryphes qui mentionnent la figure d'Anne effectuent de nombreux parallèles avec des passages de l'Ancien Testament pour renforcer leurs démonstrations. L'histoire d'Anne, mère de Marie, est en effet similaire à celle de Samuel, prophète et dernier juge d'Israël, dont la mère, Hannah (en hébreu : חַנָּה Ḥannāh "faveur, grâce"), est longtemps restée sans enfant.

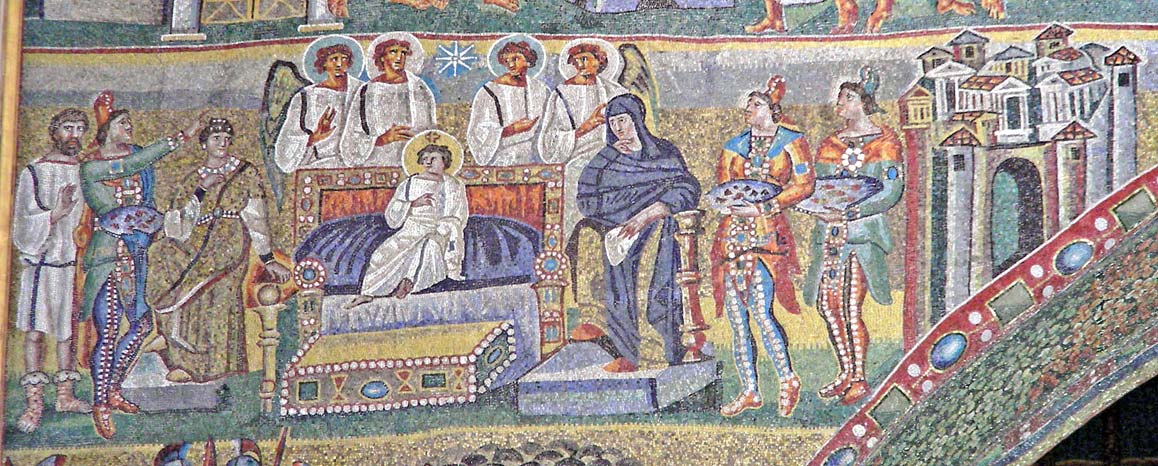
Mosaïque ornant l'arc triomphal de la basilique Sainte-Marie-Majeure : considérée comme la plus ancienne représentation d'Anne (Ve siècle).

La dévotion à Anne apparaît dans le christianisme oriental à partir du VIe siècle. Dans le christianisme orthodoxe, Anne et Joachim portent le titre d'« Ancêtres de Dieu », et la Nativité de Marie tout comme la Présentation de Marie au Temple sont célébrées comme deux des douze grandes fêtes orthodoxes, pendant que la Dormition d'Anne est une fête mineure. Le luthéranisme considère que Martin Luther a choisi d'entrer dans les ordres en tant que frère augustin après avoir invoqué  Anne alors qu'il était menacé par la foudre.
Le thème de l'Immaculée Conception est retenu au XIIe siècle par le catholicisme en raison d'une dévotion accrue à Anne, avant de devenir un dogme en 1854.

## Récits apocryphes

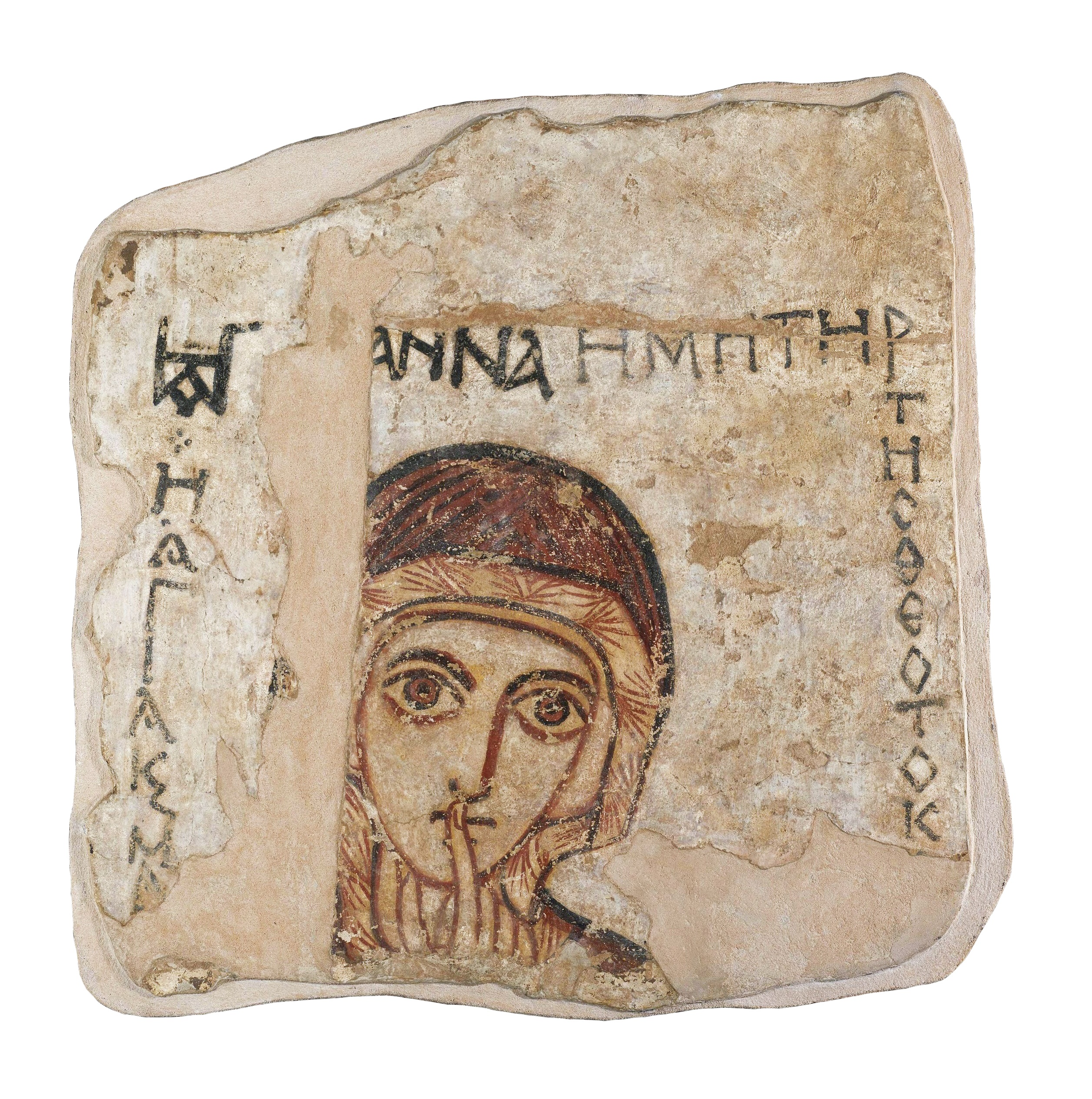
Fresque de l'église de Faras (Soudan) représentant sainte Anne (VIIIe siècle).

Les évangiles apocryphes dépeignent Anne comme une femme pieuse longtemps stérile. Une scène de sa vie légendaire est sa rencontre miraculeuse avec son mari Joachim à la Porte dorée de Jérusalem, après l'annonce de la prochaine naissance de leur enfant. L'Église de l'Orient accepte ces récits, dans une version présentée comme une traduction par Jérôme de Stridon, qui leur ôte les traits les plus merveilleux. Beaucoup de saints orientaux ont prêché sur sainte Anne, tels Jean Damascène, Épiphane de Salamine ou Sophrone de Jérusalem.

### Enfance
Ces récits racontent que ses parents sont tous les deux de la tribu de Lévi : son père, Akar, et sa mère, Émérencie. Akar possède des terres à Bethléem et à Jérusalem.
Sa femme et lui donnent naissance à Ismérie vers 63 av. J.-C., ce qui correspond au moment de la conquête romaine de la Judée. Anne naît vers 55 av. J.-C. C'est à cette époque que la famille s'installe à Hébron où Ismérie se marie et devient la mère de sainte Élisabeth.
Quand Anne a neuf ans, ses parents déménagent à Jérusalem où Akar a des responsabilités au Temple. Selon une tradition chrétienne orientale, la crypte de l'église Sainte-Anne de Jérusalem serait située sur le lieu de la maison d'Akar et dans laquelle serait née Marie.

### Rencontre avec Joachim

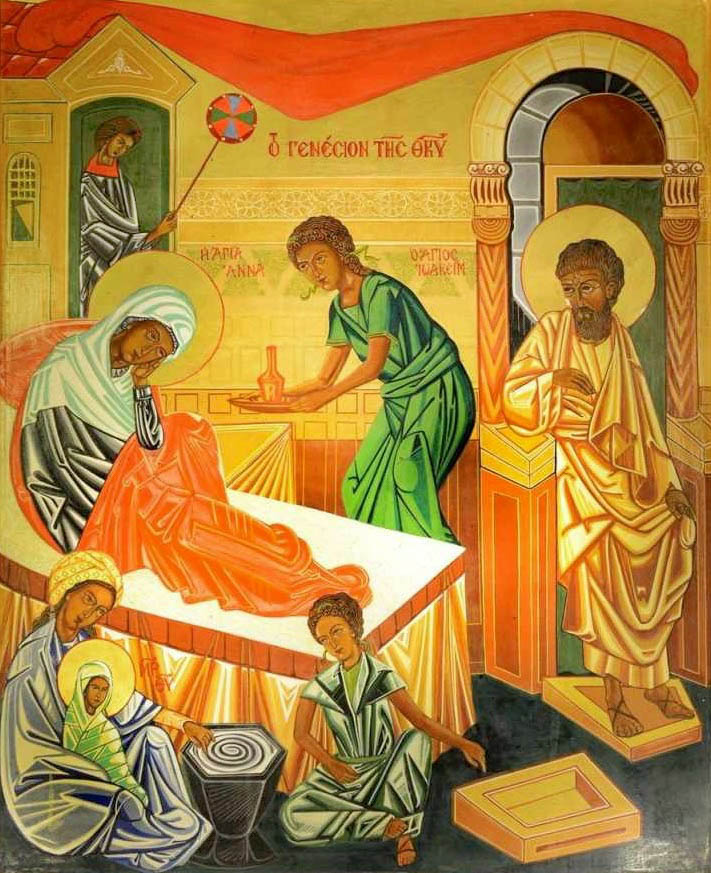
Icône de la Nativité de la Vierge Marie dans la crypte de l'église Sainte-Anne de Jérusalem.

Le Protévangile raconte également la rencontre entre Anne et Joachim, éleveur venu faire sacrifier des bêtes de son troupeau au Temple. Or il devait au préalable laver ses moutons dans la piscine de Bethesda près de la Porte des Brebis et Anne se tenait à cette porte de la ville, si bien qu'elle vit Joachim arriver avec ses troupeaux. Ils se marient à l'âge de 20 ans.
Selon une interprétation théologique, la vie de sainte Anne serait à mettre en parallèle avec celle d'Hannah et de son fils, le prophète Samuel de l'Ancien Testament.
D'après la tradition chrétienne, après un mariage de vingt ans sans enfant avec Joachim (hébreu : יהויקים Yehōyāqīm, « Dieu accorde » ou « Dieu élève »), le couple se sépara provisoirement. D'un côté, Anne était remise en cause par sa servante[pas clair] Judith, de l'autre Joachim restait confondu par la réaction du Grand-prêtre Ruben du Temple qui refusa d’accepter son offrande pour la fête juive de la Dédicace dans La Légende dorée, c'est-à-dire Hanoucca) à cause de sa stérilité[pas clair]. Aussi, il décida de se retirer dans le désert pour prier et jeûner tandis qu'Anne, désolée, resta au foyer à prier également dans l'espoir que sa déception ne vienne briser sa sanctification.

### Naissance de Marie
Mais au bout de quarante jours, un ange leur annonça à chacun la venue d'un enfant, si bien que le couple se reforma. Selon les versions, leurs retrouvailles se firent devant leur demeure ou à la Porte dorée de Jérusalem symbolisées, dans les représentations artistiques, par une étreinte ou plus rarement un baiser. Puis Anne enfanta Marie neuf mois plus tard, le 8 septembre selon la tradition.
Comme Anne, à l'instar de Hannah pour Samuel, avait fait vœu de consécration de l'enfant au service de Dieu (naziréat), ils menèrent Marie à l'âge de trois ans (ou un peu plus tôt ou tard selon d'autres traditions) au Temple à Jérusalem pour qu'elle y soit éduquée et qu’elle y fasse son service. Elle y côtoya Zacharie, Grand-prêtre, et père de Jean le Baptiste, futur cousin de Jésus.

### La Sainte Parenté

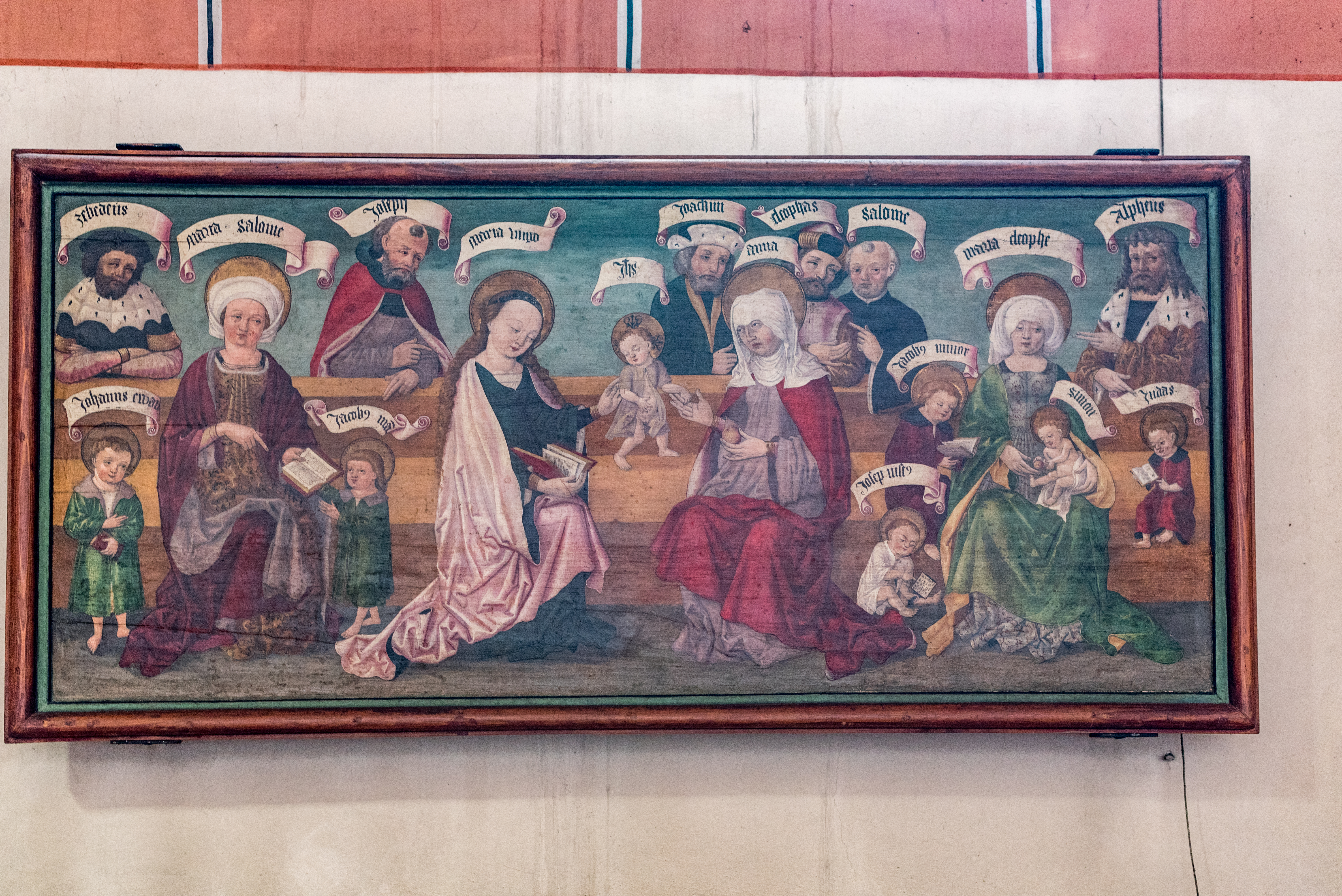
Anne représentée avec ses trois époux, XVIe siècle, Allemagne.

Au XIIIe siècle, le Speculum historiale du dominicain Vincent de Beauvais et La Légende dorée relatent la postérité légendaire de sainte Anne et évoquent deux autres mariages. La tradition du triple mariage (Trinubium Annae) est peut-être due au bénédictin Haymon d'Auxerre.
Selon cette postérité, Cléophas, frère de Joseph, est son second époux. Leur fille, Marie Jacobé, épousa Alphée et ils eurent comme fils : Jacques le Mineur, Joseph le juste, Simon le Zélote et Jude.
Son troisième époux, Salomé ou Salomas et leur fille, Marie Salomé, épousa Zébédée et ils eurent comme fils Jacques et Jean de Zébédée.
L'ensemble de cette postérité est appelé la Sainte Parenté, distincte de la Sainte Famille, et a donné lieu à nombre de représentations iconographiques, surtout en Allemagne (Die Heilige Sippe) et dans l'Europe du Nord.

## Culte et reconnaissance

### Patronage

Giotto, Annonce de l'ange à sainte Anne (entre 1303 et 1305), Chapelle des Scrovegni, Padoue.

Anne est la sainte patronne d'Apt, où se trouvent ses reliques, dont sont issues pour une part celles de Florence, d'Innsbruck, de Naples, de Mainar, de la Bretagne et de la province de Québec.
Sainte Anne est également la sainte patronne de Castelbuono, petite ville sicilienne située dans la province de Palerme, où une relique, constituée par de nombreux fragments du crâne, est conservée dans la Chapelle Palatine, située dans le château des Ventimiglia.
Elle est à la fois la patronne des laïcs et des clercs, des matrones et des veuves. Elle préside à la sexualité du couple autant qu'à l'abstinence des moines, elle favorise les accouchements et ressuscite même les enfants mort-nés. Elle assure sa protection aux tourneurs, sculpteurs, ébénistes, orfèvres, fabricants de balais, navigateurs et mineurs, mais surtout à des métiers manuels féminins : gantières, bonnetières, couturières, lavandières, blanchisseuses, cardeuses, chiffonnières, dentellières, brodeuses, fabricantes de bas.

### Évolution du culte
En 550, on construit une église à Constantinople en l'honneur de sainte Anne. Le 26 juillet marque sans doute l'anniversaire de la dédicace de cette basilique. Les Franciscains l'ont inscrite à leur calendrier le 26 juillet 1263. D'après les différentes traditions, son culte connaît trois étapes importantes depuis les Saintes-Maries-de-la-Mer, Marseille et surtout Apt, dès le Ier siècle avec l'arrivée supposée de son corps apporté par quelques disciples du Christ, dont Marie Madeleine, et confié à saint Auspice qui va le cacher pour le protéger des persécutions romaines, au VIIIe siècle avec la redécouverte de celui-ci par l'intermédiaire de Charlemagne, et au XIIe siècle au retour de la première croisade avec l'obtention du voile de Sainte-Anne. À partir du XIVe siècle, Apt devient un centre de dévotion important, témoin le nombre croissant des œuvres d'art qu'il suscite (qu'on peut voir par exemple dans la multitude des statues montrant Anne, Marie et l'Enfant Jésus, appelées « trinités mariales », en parallèle à la sainte Trinité). Mais l'Église interdit la représentation des trinités mariales pour éviter la confusion avec la Trinité au sens théologique. Sa popularité est telle que les Confréries de sainte Anne se multiplient à cette époque.

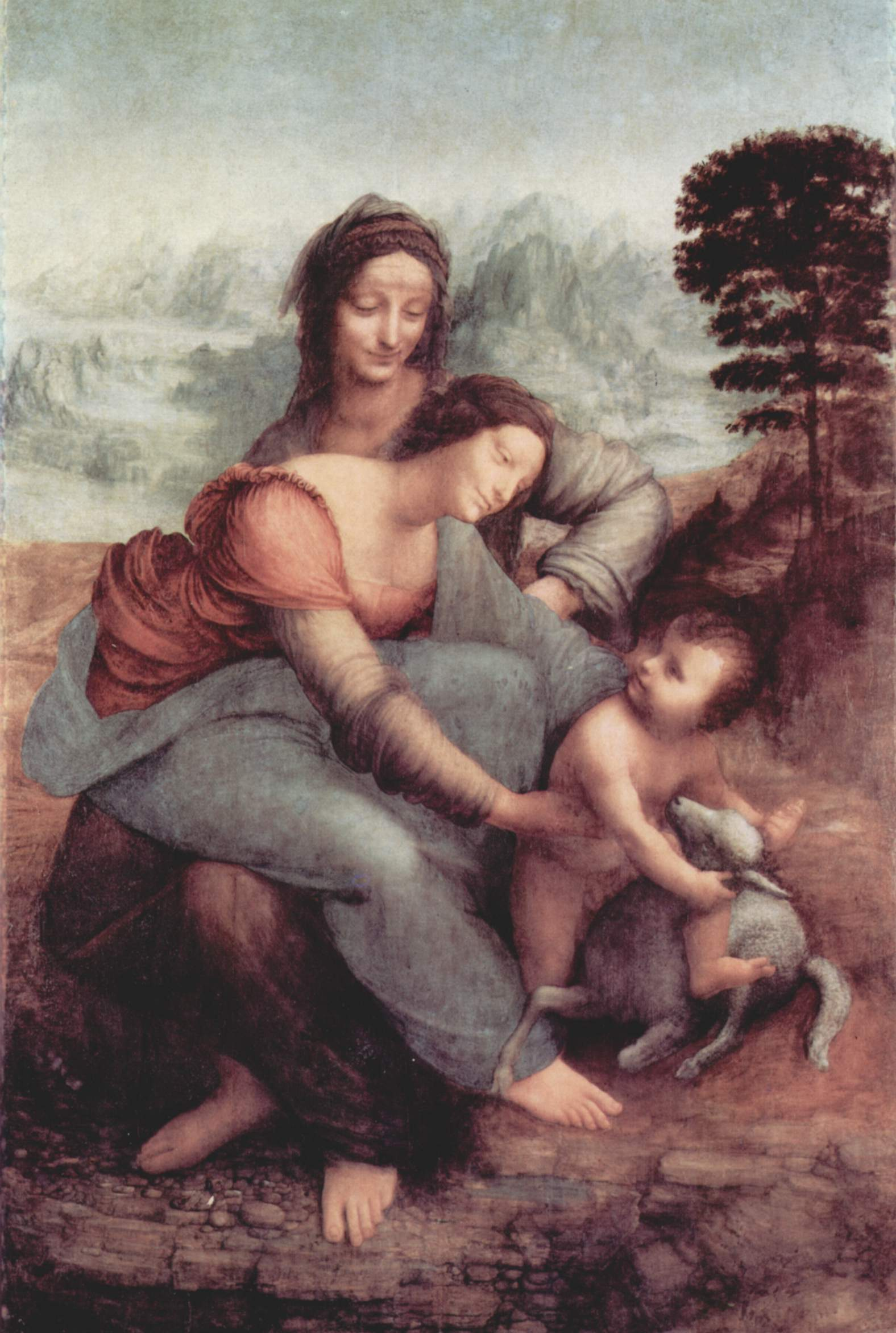
Léonard de Vinci, La Vierge, l'Enfant Jésus et sainte Anne, musée du Louvre.

Les débats théologiques sur le dogme de l'Immaculée Conception au XIVe siècle ont pour conséquence d'associer plus étroitement le culte de sainte Anne à celui de la Vierge. Cela se traduit par l'apparition d'un nouveau thème iconographique, la sainte Anne trinitaire, destiné à exprimer l'idée d'une prédestination d'Anne dans la pensée de Dieu, liée à la maternité divine. Urbain V, dès 1370, fait rajouter dans le Missel romain une messe en son honneur avec une miniature de la sainte, et Urbain VI étend son culte à toute l'Église en 1382 lors du mariage de Richard II avec Anne de Bohême. En 1481, le pape franciscain immaculiste Sixte IV fait ajouter la fête solennelle de sainte Anne au calendrier de l'Église romaine, le 26 juillet. En 1494 paraît le traité De laudibus sanctissimae matris Annae de Johannes Trithemius qui joue un grand rôle dans la propagation de son culte. Au XVIe siècle, les réformateurs s'indignent de « la prolifération des reliques et des légendes parasitaires » relatives à sainte Anne, si bien que le pape Pie V, en établissant le calendrier romain tridentin, supprime son office en 1568 mais elle reste populaire comme l'atteste le fait qu'Anne devient, comme Marie, un prénom masculin très fréquent au XVIe siècle.
Si, en terre réformée, son culte décline rapidement, dans le monde resté catholique, il poursuit une belle carrière après avoir failli succomber aux épurations qui accompagnèrent le concile de Trente. Grégoire XIII, sous la pression de la Contre-Réforme qui favorise le culte des saints rétablit sa fête officielle le 26 juillet (bulle du 1er mai 1584) et Grégoire XV, dans son bref apostolique Honor laudis du 23 avril 1622, en fait une fête obligatoire et chômée. Elle est célébrée sous le rite double majeur jusqu'à Léon XIII qui la rétrograde au rang de simple fête paroissiale de deuxième degré en 1879. Le 26 juillet est la fête (IIIe classe) de « Sainte Anne mère de la Bienheureuse Vierge Marie » dans le calendrier romain général 1960 et devient, dans la réforme du calendrier romain général décrétée par Paul VI en 1969, la mémoire des saints Joachim et Anne.
Cette ambivalence du culte de sainte Anne au cours de l'histoire s'explique, d'une part, par des rivalités entre clergés (ce sont ses promoteurs monastiques — bénédictins, chartreux, franciscains — qui écrivaient les légendes à son sujet, organisaient son culte et surtout, en tiraient profit aux dépens des ressources du clergé paroissial), d'autre part par les nombreuses légendes autour de la sainte qui renforçaient la foi du peuple triomphant, s'opposant à l'incrédulité des doctes et à la réticence des autorités religieuses à autoriser un culte qui relevait du folklore populaire.

### La tradition provençale

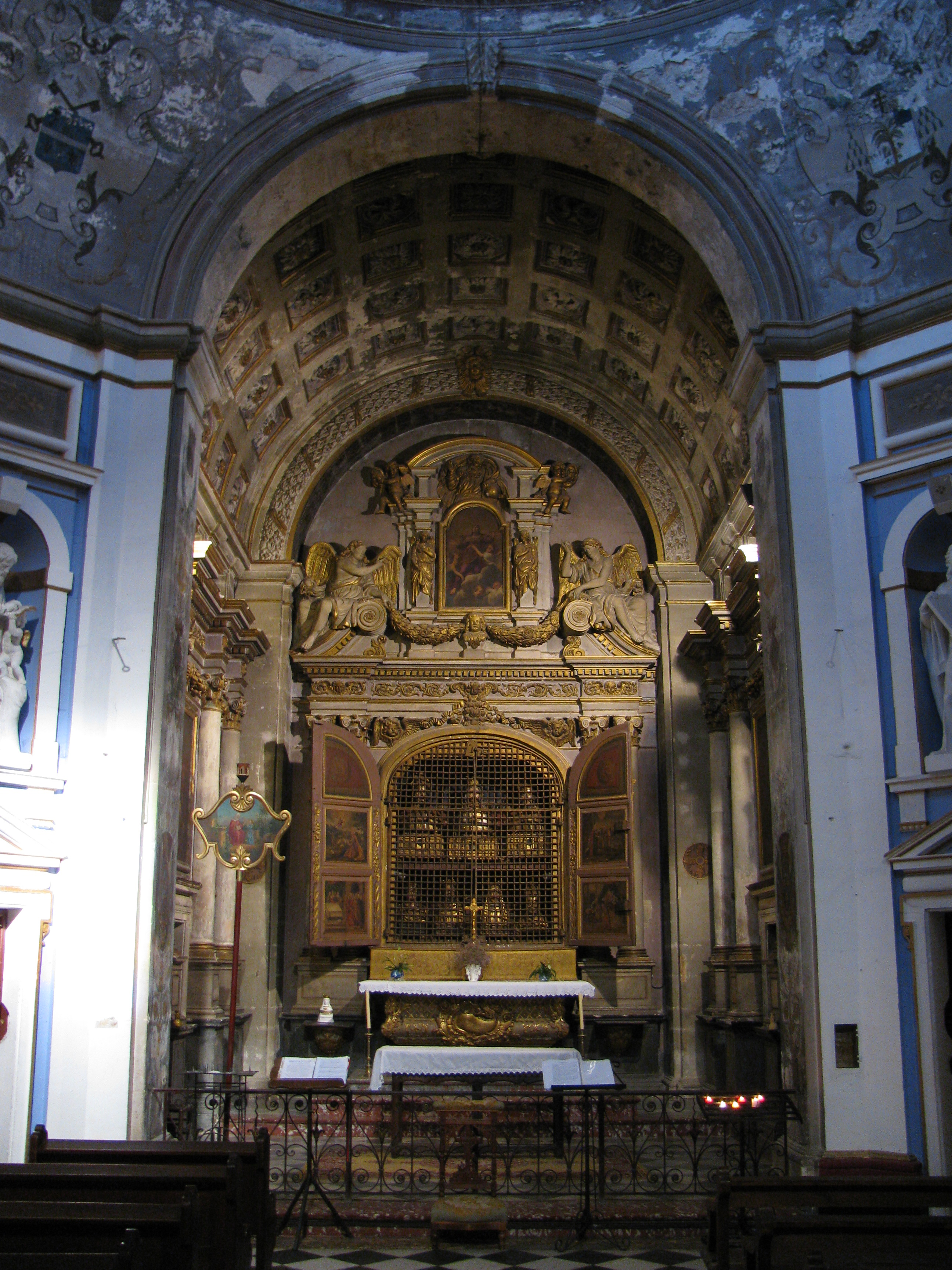
Intérieur de la chapelle royale Sainte-Anne dans la cathédrale d'Apt.

La cathédrale Sainte-Anne d'Apt, placée durant tout le Moyen Âge sous le double patronage de Notre-Dame et de Castor d'Apt,, est l'une des plus anciennes églises d'Occident à avoir mis en honneur le culte d'Anne. Déjà, au cours du XIIe siècle, sa fête y était célébrée le 26 juillet lors d'un office à neuf leçons.
Une partie de ses reliques, que la tradition dit avoir été rapportée d'Orient, y est toujours vénérée. Celles qui se trouvent en Bretagne, notamment à Sainte-Anne-d'Auray, en Italie ou au Canada, proviennent d'Apt.
La reine de France Anne d'Autriche, pour remercier sa sainte patronne de lui avoir permis d'être mère, vint à Apt le 27 mars 1660. Son pèlerinage accompli, elle fit don de reliquaires en or à l'évêque Modeste de Villeneuve-Arcs, qui l'avait accueillie, et l'incita à faire construire ce qui est aujourd'hui devenu la « Chapelle royale ». Les plans furent dressés par François de Royers de La Valfenière, et la chapelle consacrée le 26 juillet 1664.

### Sainte patronne de la Bretagne
Le sanctuaire de Sainte-Anne-la-Palud, établi vers l'an 500, témoigne d'un culte ancien, mais local et sporadique. En breton, Anne est parfois surnommée « mamm gozh ar Vretoned », c’est-à-dire « grand-mère des Bretons », car plusieurs légendes de tradition orale la rattachent à la Bretagne. Il peut également exister un syncrétisme avec des divinités de religions antérieures au christianisme. Le culte s'étoffe au XVIIe siècle à partir des apparitions au paysan Yvon Nicolazic à Sainte-Anne-d'Auray, et l'endroit devient alors un lieu de dévotion et de pèlerinage majeur pour le culte de Sainte-Anne en Bretagne. Depuis le 26 juillet 1914, elle est officiellement consacrée « Patrona Provinciæ Britanniæ » (patronne de la province de Bretagne) par le pape Pie X.

### Hommages
En 2015, sainte Anne est le vingt-quatrième personnage le plus célébré au fronton des 67 000 établissements publics français : pas moins de 220 écoles, collèges et lycées lui ont donné son nom, derrière Joseph (880), Jules Ferry (642), Notre-Dame (546), Jacques Prévert (472), Jean Moulin (434).

## Représentation dans les arts

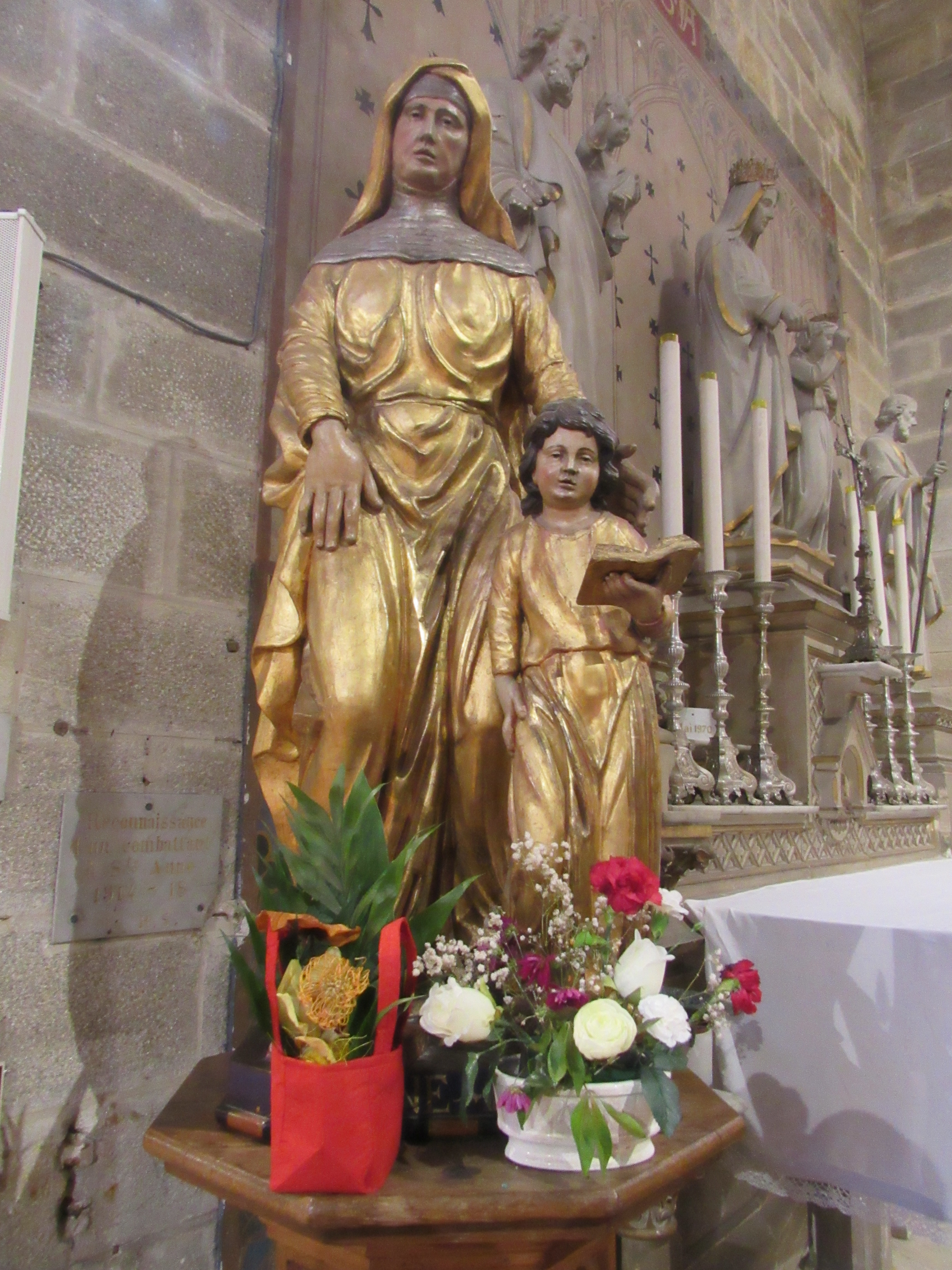
Statue de sainte Anne avec la Vierge, cathédrale de Vannes.

### Musique
- Marc-Antoine Charpentier a composé vers 1675 deux motets, Pour sainte Anne, pour deux voix et basse continue, H.315, et Canticum Annae pour trois voix, deux dessus instrumentaux, et basse continue H.325 vers 1680.

### Peinture
Anne a été représentée dans différentes attitudes. Elle apparaît fréquemment enseignant la lecture à sa fille Marie avec un livre à la main, ouvert ou fermé. Le thème de l'éducation de la Vierge associe Anne à l'enfance de Marie.
La rencontre d'Anne et de Joachim à la Porte dorée a été peinte par Giotto en 1304-1306, dans la chapelle des Scrovegni à Padoue.
Lorsqu'elle est accompagnée de Marie et Jésus, on qualifie ce thème iconographique de sainte Anne trinitaire. Elle est alors nommée Anna Selbdritt, littéralement Anne, elle-même, le troisième personnage. Par exemple, dans le tableau La Vierge, l'Enfant Jésus et sainte Anne de Léonard de Vinci, elle est dite trinitaire avec sa fille Marie et son petit-fils Jésus.
La Lignée de sainte Anne de Gérard David, inspirée de La Légende dorée, décrit sa triple descendance par ses trois époux successifs.

### Sculpture
- Marignane - Église Saint-Nicolas (Notre-Dame de Nazareth) : Retable en bois doré, originellement en polychromie, offert par Louise de Savoie, avec tous les personnages en ronde-bosse du baiser de la Porte dorée à la lignée de sainte Anne et à l'adoration des rois mages.

### Galerie

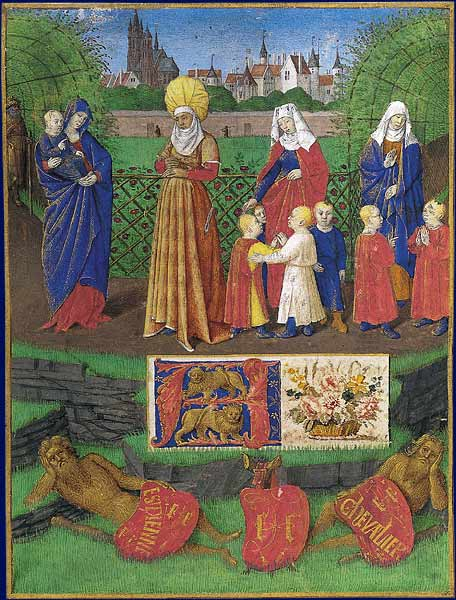
Sainte Anne et les trois Maries. Livre d'heures d'Étienne Chevalier, enluminé par Jean Fouquet. Paris, BnF.
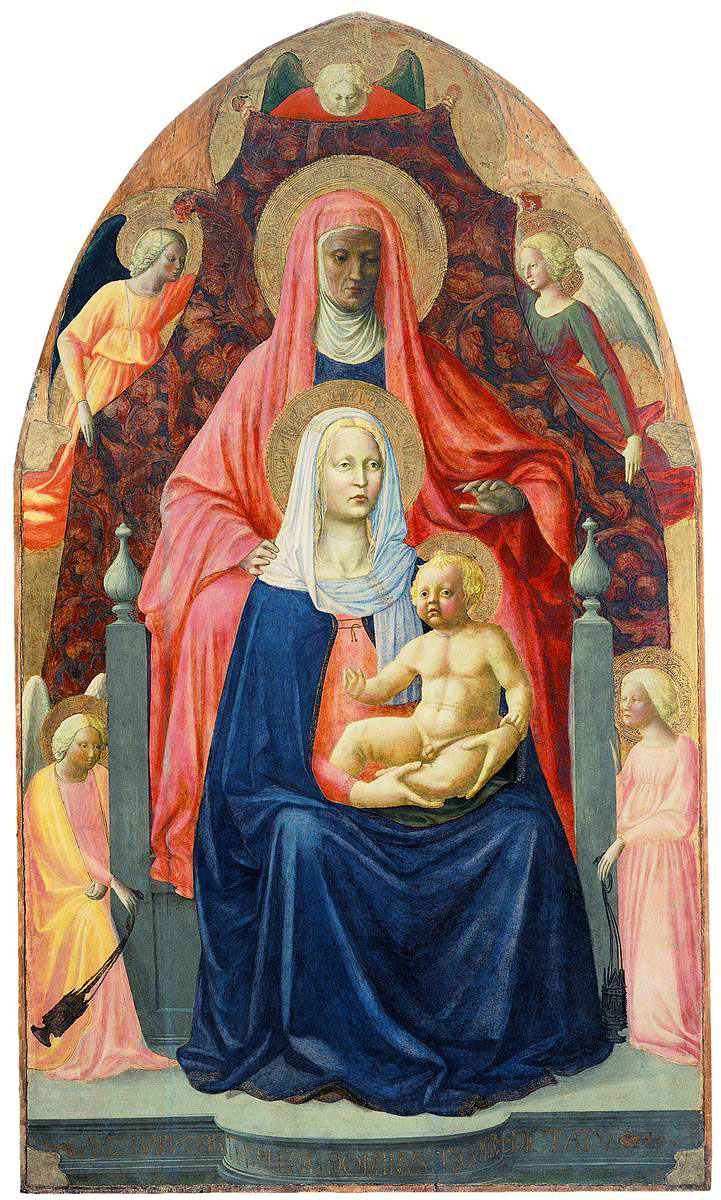
La Trinité mariale - Anne, Marie, Jésus - de Masolino et Masaccio.
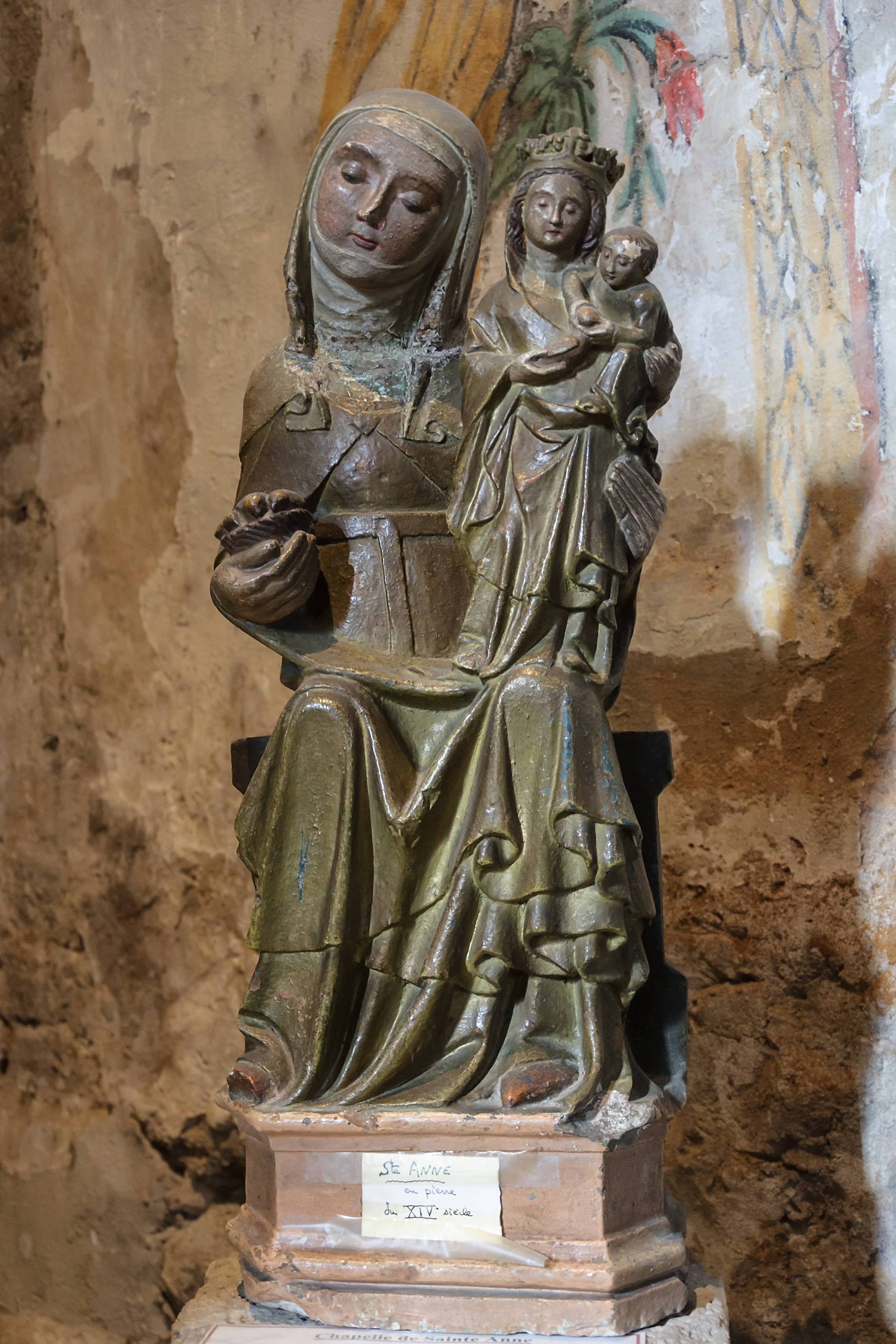
Sainte Anne, la Vierge et l'Enfant (XVe siècle), église Notre-Dame-du-Gourg de Sainte-Enimie.
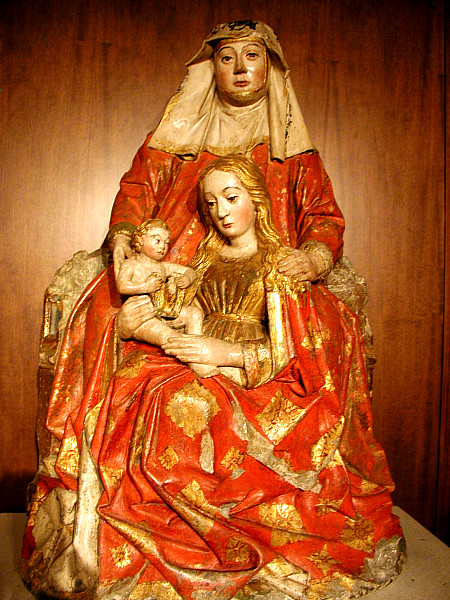
Sculpture de la Vierge à l'Enfant avec sainte Anne (XVIIe siècle). Musée de la cathédrale de Saint-Jacques-de-Compostelle.
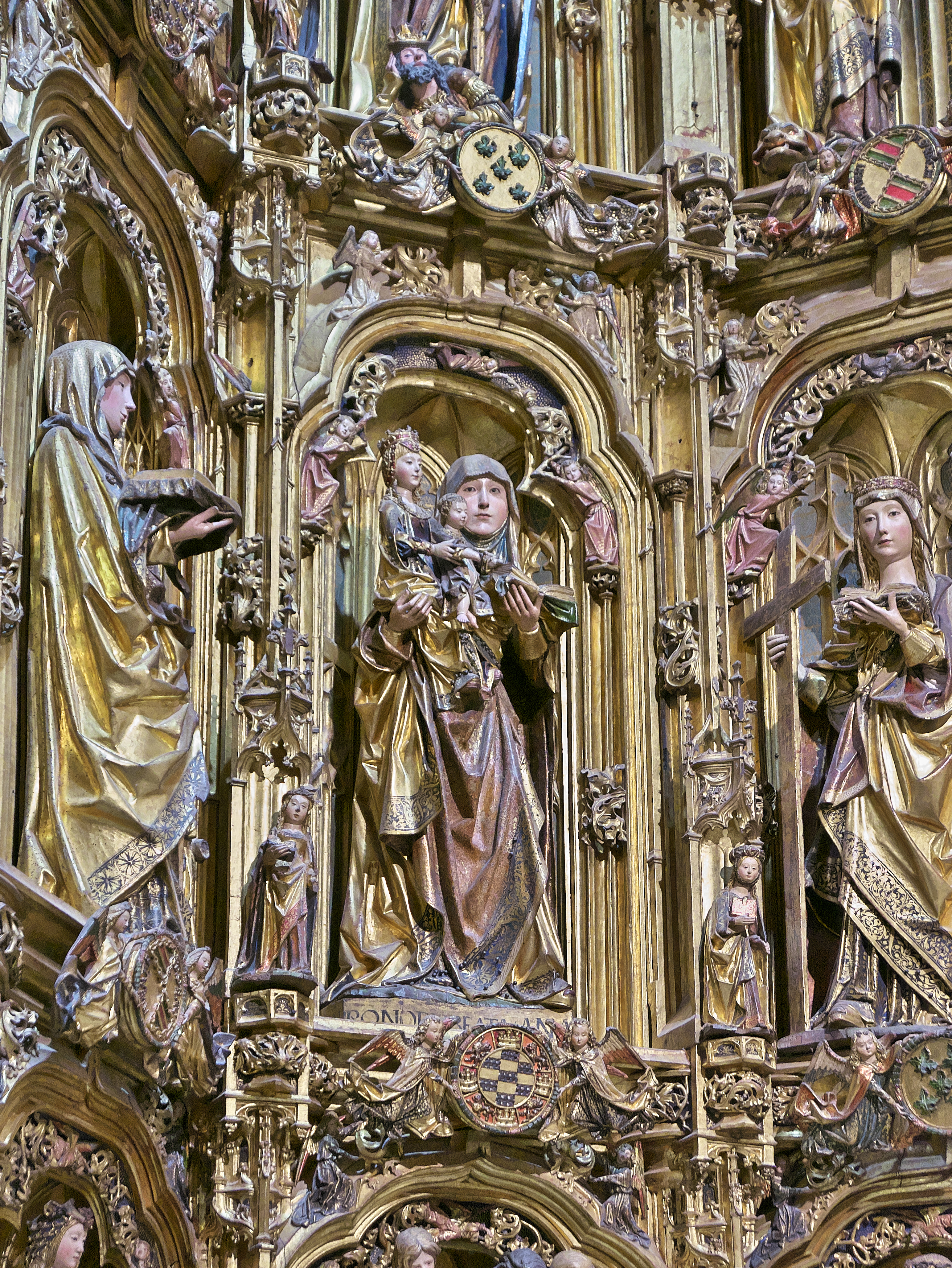
Retable de sainte Anne, chapelle du Condestable, cathédrale de Burgos, sculpture en bois polychrome de Gil de Siloé (v. 1500).
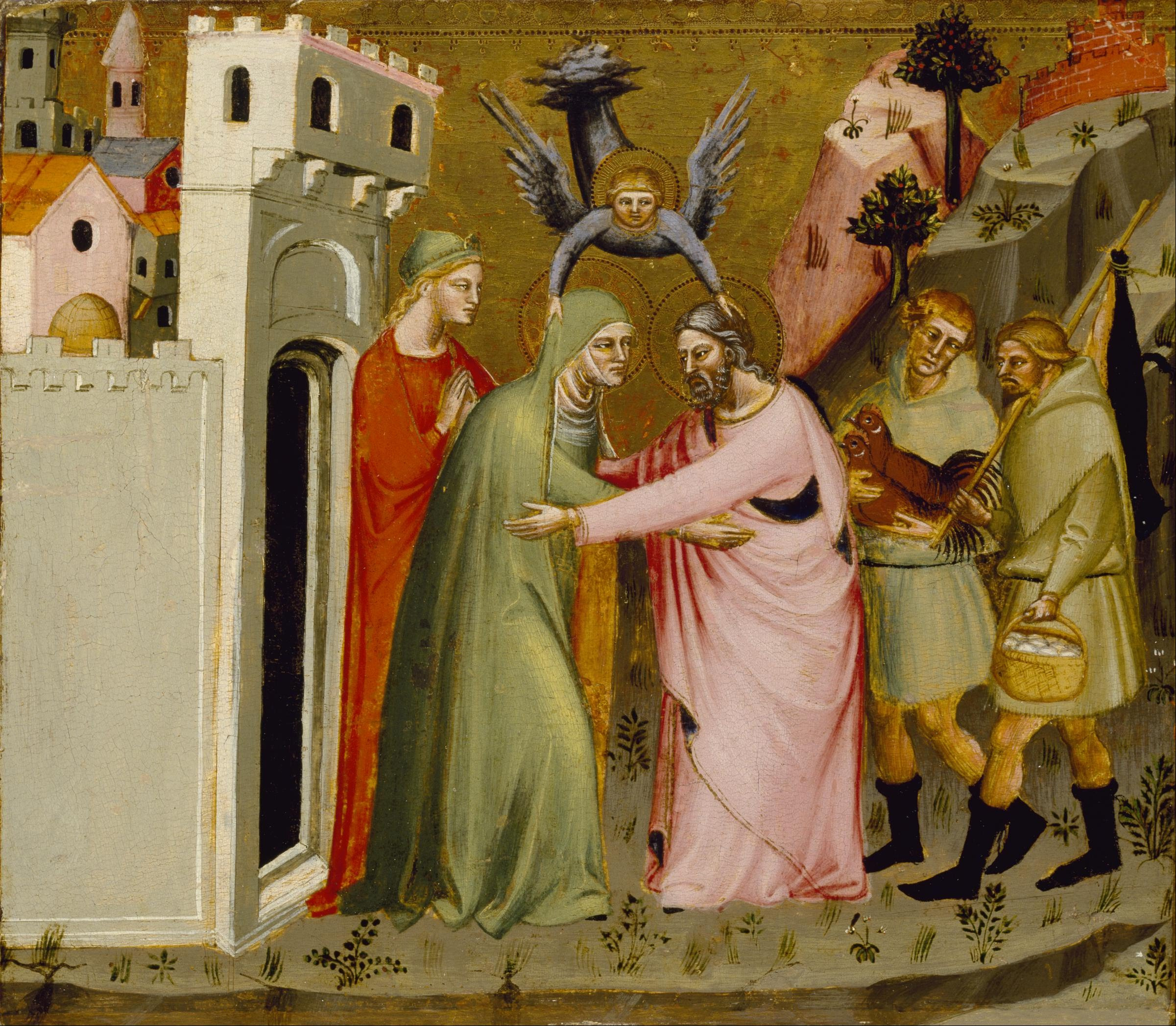
La rencontre d'Anne et Joachim à la Porte dorée du Maître de la Porte dorée (entre 1370 et 1390), musée des Beaux-Arts de Houston.
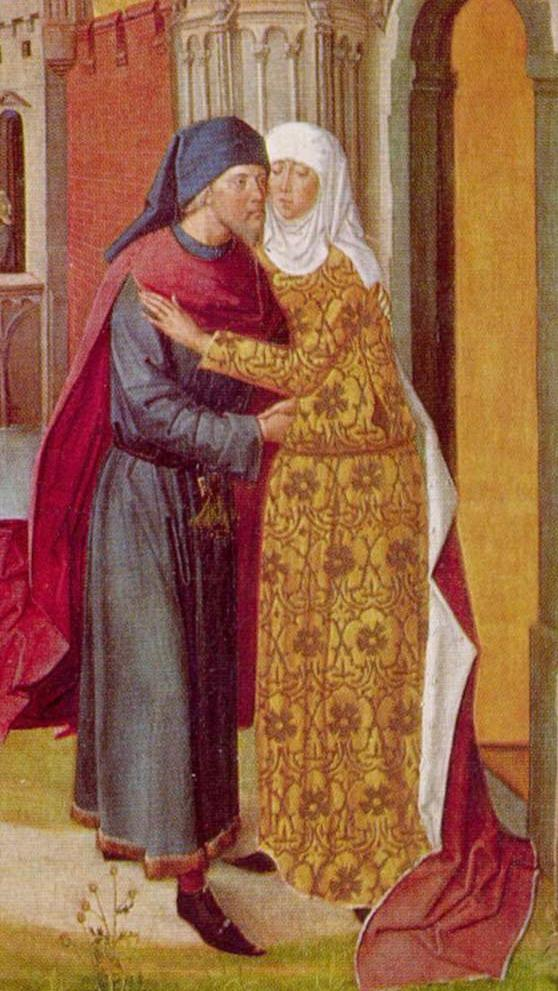
Rencontre d'Anne et de Joachim (détail). Maître de la Vie de Marie, vers 1460.
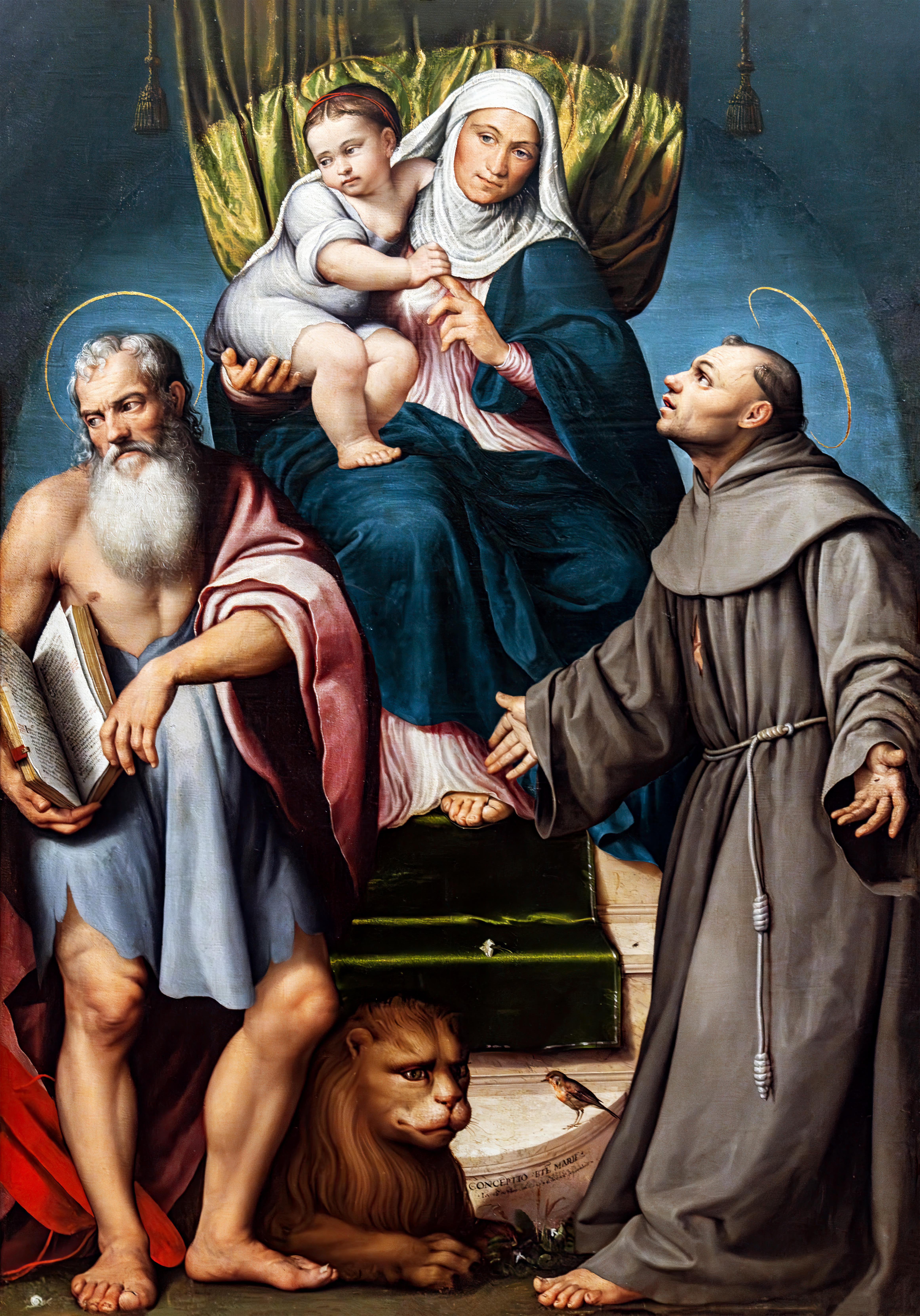
Sainte Anne avec la Vierge enfant - Galeries de l'Académie de Venise
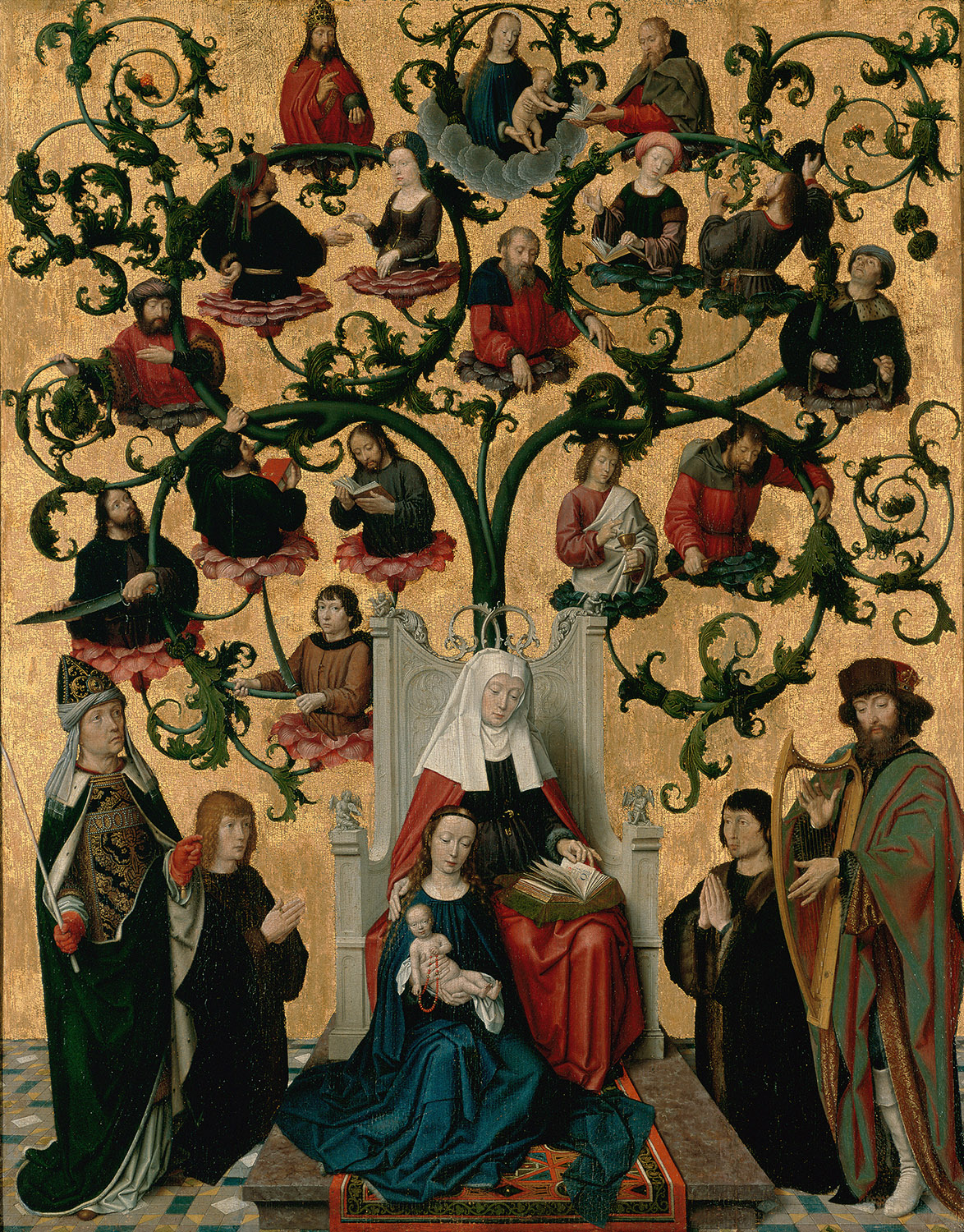
La Lignée de sainte Anne, Gérard David (v.1500), musée des Beaux-Arts de Lyon.
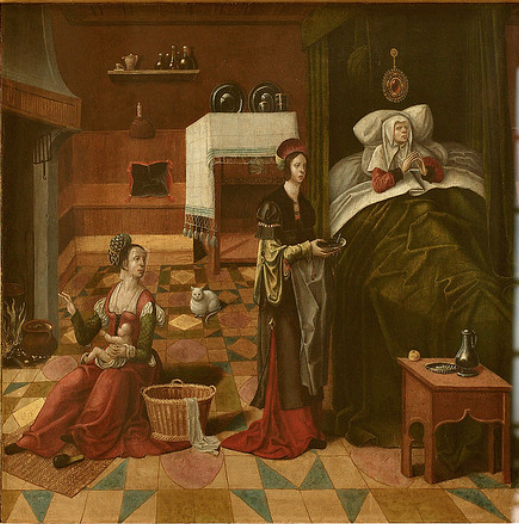
La Naissance de sainte Anne, par Adriaen van Overbeke (1521–1525)
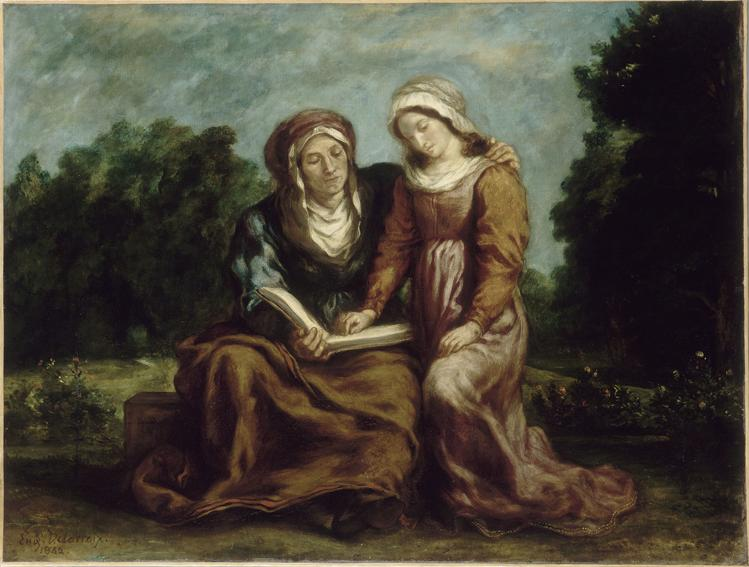
L'Éducation de la Vierge d'Eugène Delacroix (1842), musée national Eugène-Delacroix.